# Élections législatives néo-zélandaises de 1984
Les élections législatives néo-zélandaises de 1984 ont lieu le 14 juillet 1984 pour élire 95 députés de la Chambre des représentants.

## Résultats
|                           |                           |           |       |        |               |
| Parti                     | Parti                     | Voix      | %     | Sièges | +/-           |
|                           | Parti travailliste        | 829 154   | 42,98 | 56     | 13            |
|                           | Parti national            | 692 494   | 35,89 | 37     | 10            |
|                           | Parti néo-zélandais       | 236 385   | 12,25 | 0      | Nv.           |
|                           | Parti du crédit social    | 147 162   | 7,63  | 2      | en stagnation |
|                           | Parti des valeurs         | 3 826     | 0,20  | 0      | en stagnation |
|                           | Autres                    | 20 180    | 1,05  | 0      | en stagnation |
|                           |                           |           |       |        |               |
| Suffrages exprimés        | Suffrages exprimés        | 1 929 201 | 97,49 |        |               |
| Votes blancs et invalides | Votes blancs et invalides | 49 597    | 2,51  |        |               |
| Total                     | Total                     | 1 978 798 | 100   | 95     | 3             |
| Abstentions               | Abstentions               | 132 853   | 6,29  |        |               |
| Inscrits / participation  | Inscrits / participation  | 2 111 651 | 93,71 |        |               |